# Josep Domènech Bonet
Josep Domènech Bonet (řeholním jménem: Benet ze Santa Coloma de Gramenet; 6. září 1892, Santa Coloma de Gramenet – 6. srpna 1936, Manresa) byl římskokatolický duchovní, řeholník Řádu menších bratří kapucínů a mučedník. Katolická církev ho uctívá jako blahoslaveného.

## Život
Narodil se 6. září 1892 v Santa Coloma de Gramenet. Dne 30. května 1903 přijal první svaté přijímání.
Roku 1903 vstoupil do nižšího semináře v Barceloně. Dne 18. února 1909 započal noviciát v kapucínském klášteře v Arenys de Mar. Dne 20. února 1910 složil své časné sliby a 23. února 1903 sliby věčné. Na kněze byl vysvěcen 29. května 1915.
Působil v klášteře v Igualadě a následně v Manrese. Zastával pozice novicmistra, provinčního definitora a nakonec kvardiána (představený). Založil sdružení Přátelé gregoriánského chorálu.
Čtyři dny před vypuknutím Španělské občanské války byl 22. července 1936 klášter v Manrese napaden milicionáři, kteří jej zapálili. Shromáždil své bratry a nařídil jim úkryt se v bezpečí domovů. On sám, otec Jaume Baríau y Martí a otec Joan Romeu y Canadell však milicionářům neunikli.
Uchýlil se ve venkovském sídle Casajoana poblíž Manresy. Dne 6. srpna 1936 byl zajat milicionáři a na místě zvaném La Culla zastřelen.

## Proces blahořečení
Proces blahořečení byl zahájen 18. dubna 1955 v diecézi Vic. Do procesu byl zařazen také otec Jaume Baríau a otec Joan Romeu.
Dne 23. ledna 2020 papež František uznal jejich mučednictví a 6. listopadu 2021 byli blahořečeni.